# Cars (sång)
Cars är en låt från 1979 av den brittiske artisten Gary Numan. Cars var den första singeln som gavs ut i Numans eget namn efter att han övergivit gruppnamnet Tubeway Army. Den släpptes som singel i augusti 1979 och blev en stor hit i flera länder. I England blev den etta på singellistan och i USA nådde den en niondeplacering. Den är inkluderad på albumet The Pleasure Principle.
Låten har en konventionell rytmsektion av basgitarr och trummor, men är huvudsakligen gjord med analoga synthesizers. Ett parti av låten innehåller även tamburin. Numans sångstil är något robotaktigt.
I en intervju med Rolling Stone avslöjade Numan att låtens karakteristiska synthslinga ursprungligen skapades på basgitarr och att låten sedan var färdig på tio minuter; ”den snabbaste jag någonsin skrivit”.
Låten handlar om människans sätt att använda teknologi och materiella ting för att isolera sig från mänsklig kontakt. Texten inspirerades av en verklig händelse när Numan körde bil: ”Ett par killar började stirra in genom fönstret och av någon anledning började de hota mig, så jag vara tvungen att göra något för att undvika situationen och väjde upp på trottoaren... Efter det började jag betrakta bilen som det moderna samhällets pansarvagn”.
Cars har gjorts i en lång rad coverversioner av andra artister, bland andra Fear Factory, Nine Inch Nails och Hole. Den har även använts i åtskilliga reklamfilmer.

## Källa
- Songfacts.com